# Sint-Martinuskerk (Petegem-aan-de-Schelde)

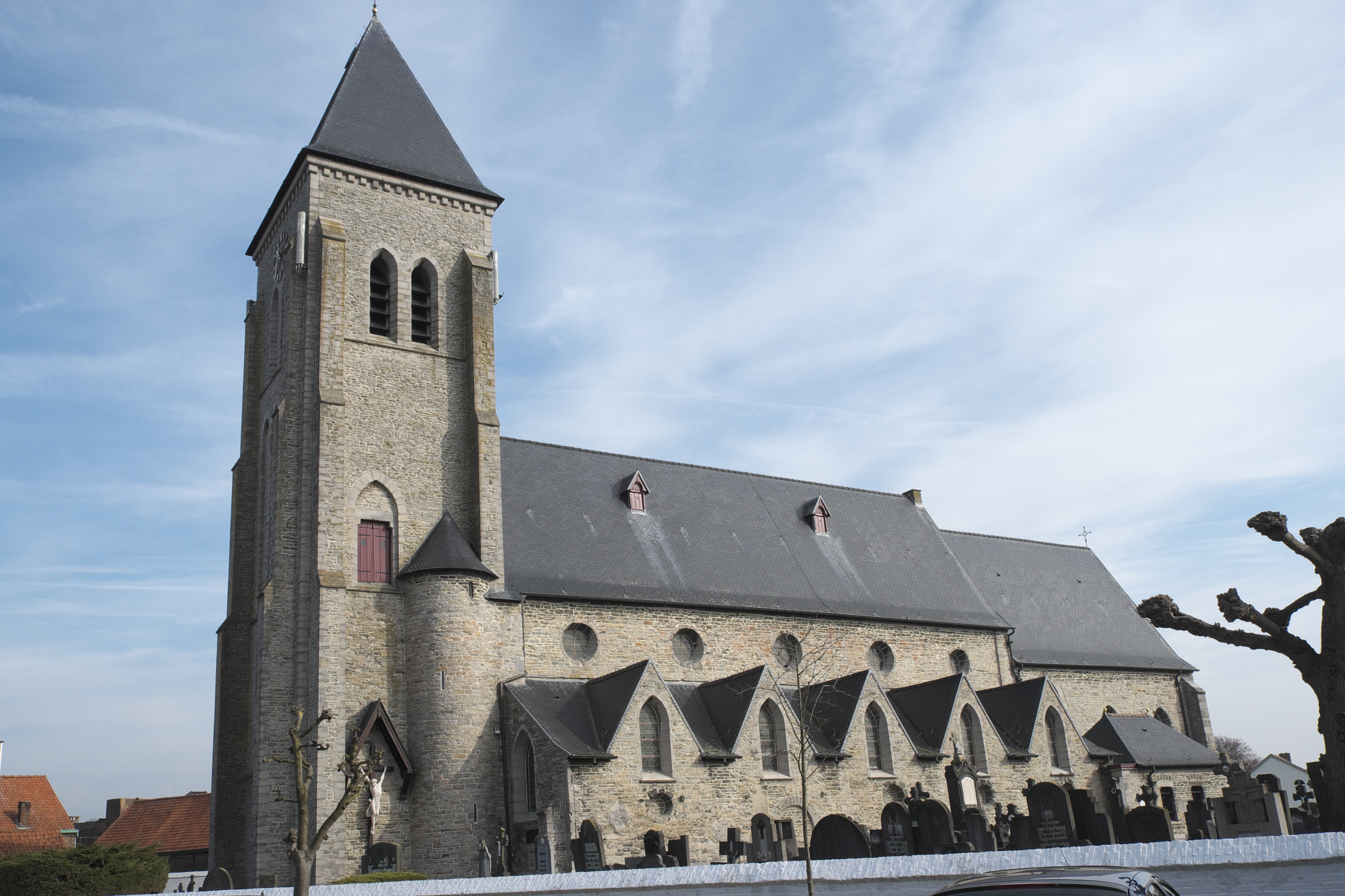
Sint-Martinuskerk

De Sint-Martinuskerk is de parochiekerk van de tot de Oost-Vlaamse gemeente Wortegem-Petegem behorende plaats Petegem-aan-de-Schelde, gelegen aan het Petegemplein.

## Geschiedenis
De eerste kerk was een burchtkerk. Omstreeks 1080 kreeg deze de status van kapittelkerk. Rond 1145 kwam te Petegem een belangrijke priorij van de Sint-Diederiksabdij nabij Reims. Deze abdij verwierf het patronaatsrecht van de kerk, die als kloosterkerk ging fungeren.
In 1291 werd de kerk en het kerkhof naar het noordoosten verplaatst en daar omheen groeide geleidelijk het dorp.
In de 14e eeuw werden de zijmuren en het koor voorzien van gotische vensters. Omstreeks 1700 werd de kerk gewijzigd en in 1864 werden de zijbeuken verhoogd met scheldesteen.
In november 1918 werd het dorp gebombardeerd en brandde de kerk uit. Hierdoor kwamen echter de details van het originele laatromaanse kerkje tevoorschijn, die bedekt waren door de 18e-eeuwse wijzigingen. Onder leiding van Amand Robert Janssens werd de kerk in 1920-1925 gereconstrueerd naar het voorbeeld van het oorspronkelijke laatromaanse kerkje. De zijbeuken werden afgebroken en herbouwd in Ourthe steen.

## Gebouw
Het betreft een georiënteerde driebeukige kerk, gesticht iets na 1290. De kern van het kerkje is opgetrokken in blauwe hardsteen. Er is een voorgebouwde toren. Het koor heeft een vlakke afsluiting.
Het kerkmeubilair is voornamelijk van de jaren 20 van de 20e eeuw.
In de zijmuren van de kerk bevinden zich nog enkele 17e-eeuwse en jongere grafstenen.

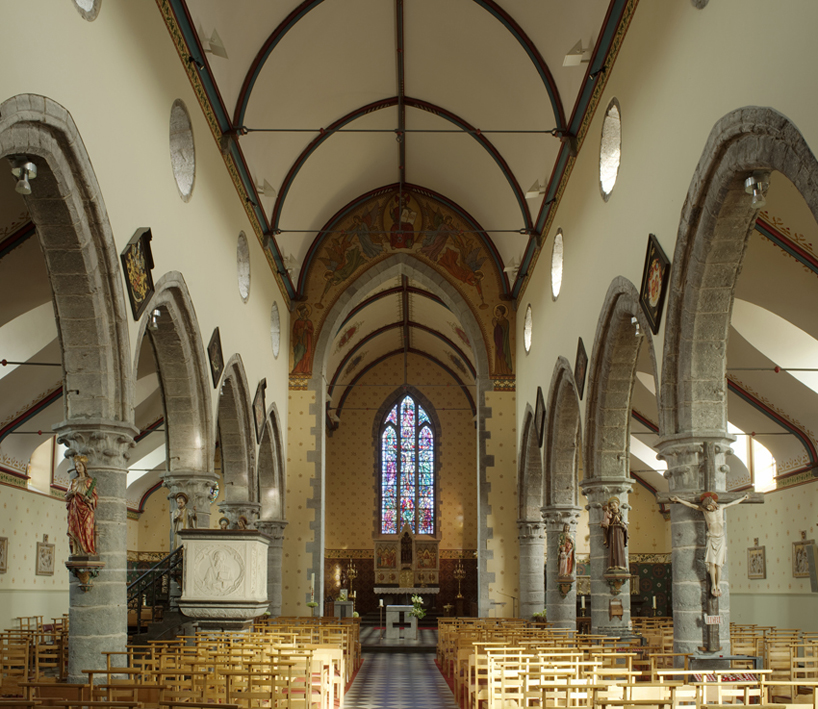
Interieur
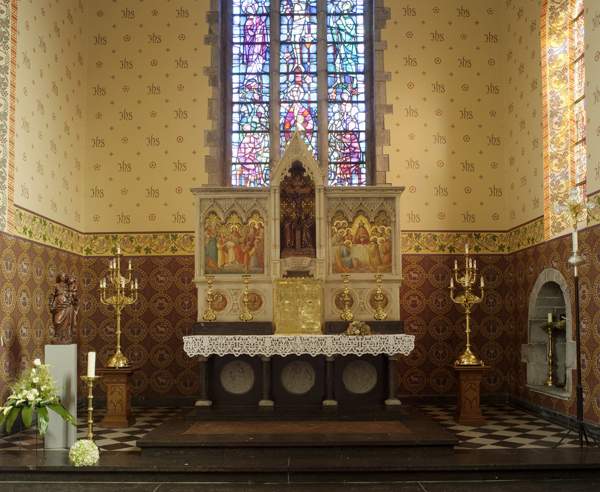
Hoogaltaar
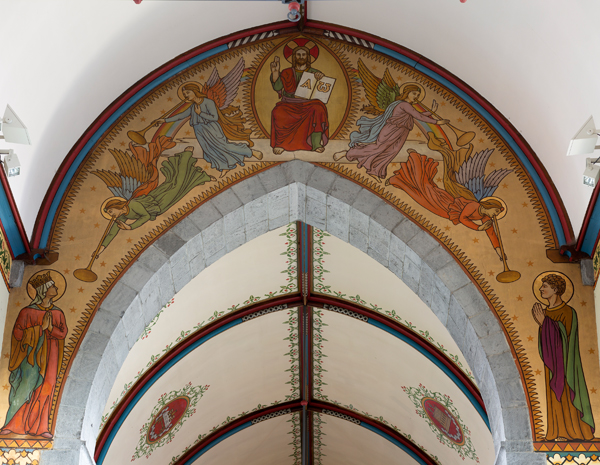
Schip
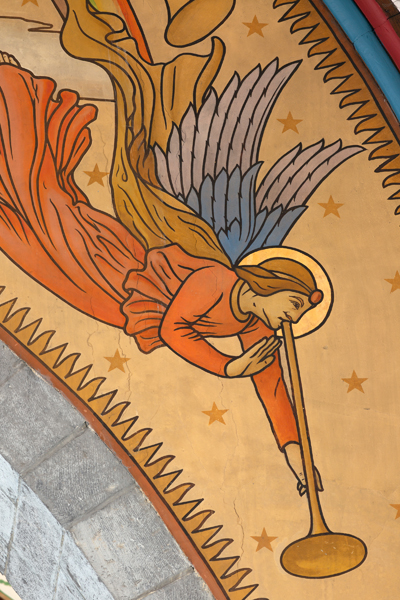
Muurschildering
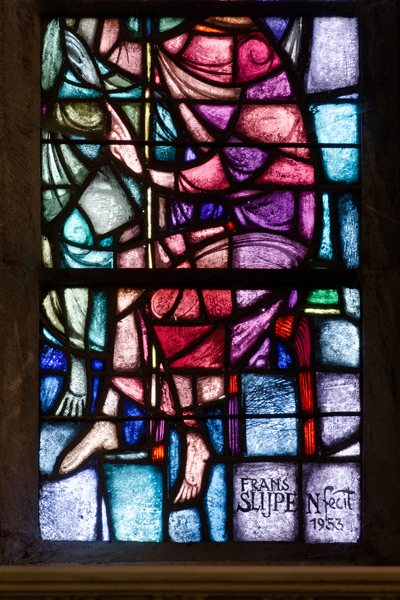
Glas-in-lood